# Igreja Presbiteriana Independente da Lapa
A Igreja Presbiteriana Independente da Lapa (IPIL), também conhecida como Igreja Cristã Reformada Húngara ou Igreja Crista Reformada do Brasil, é uma igreja local, fundada em 1932, em São Paulo, por imigrantes húngaros. Desde 2010, tornou-se uma igreja federada à Igreja Presbiteriana Independente do Brasil, sob jurisdição do Presbitério de São Paulo.

## História
Em 31 de outubro de 1932, o Rev. Janos Apostol, sob a supervisão da Igreja Reformada da Hungria, fundou a Igreja Crista Reformada do Brasil (ICRB). A primeira paróquia foi organizada na cidade de São Paulo por imigrantes húngaros, em sua maioria oriundos da região da Transilvânia. Outras congregações foram implantados nos estados de São Paulo e Paraná. A igreja atingiu seu ponto pico em número de membros entre 1945 e 1980, quando tinha um total de 700 membros com três pastores. Com a morte do Rev. Janos Apostol, em 1991, a igreja entrou em um período de dificuldades e utilizou os serviços dos pastores luteranos húngaros.
Em 2006, a igreja tinha 500 membros. Um pastor brasileiro de ascendência húngara estava servindo a igreja, realizando cultos em húngaro e português.
Em 2010, a igreja se uniu à Igreja Presbiteriana Independente do Brasil, tornando-se uma igreja local da denominação.